# 0974
0974 è il prefisso telefonico del distretto di Vallo della Lucania, appartenente al compartimento di Potenza.

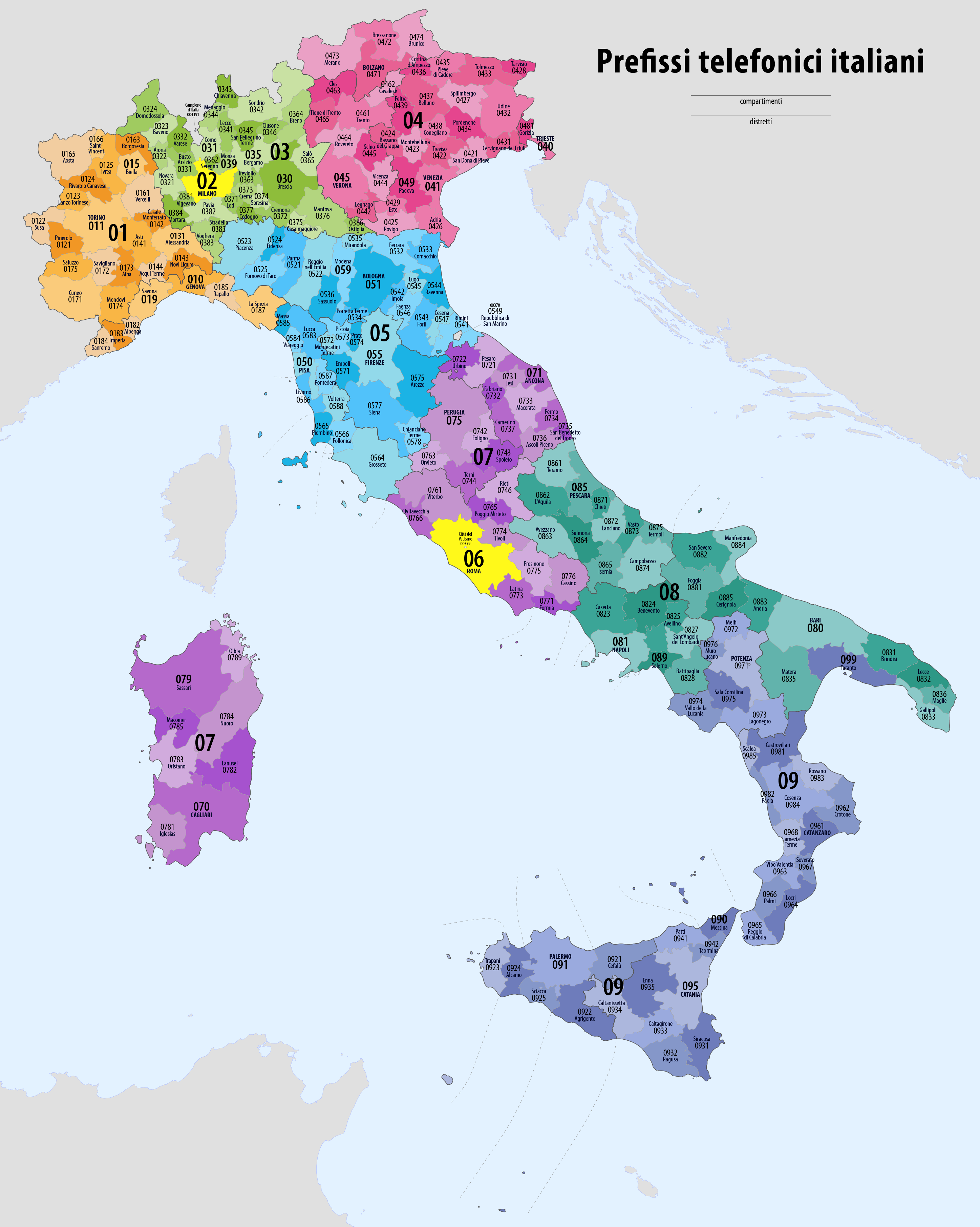
Mappa dei distretti telefonici italiani

Il distretto comprende la parte sud-occidentale della provincia di Salerno. Confina con i distretti di Battipaglia (0828) a nord, di Sala Consilina (0975) e di Lagonegro (0973) a est.

## Aree locali e comuni
Il distretto di Vallo della Lucania comprende 54 comuni inclusi nelle 3 aree locali di Roccagloriosa (ex settori di Ascea, Centola e Roccagloriosa), Torchiara (ex settori di Castellabate, Gioi, Laurino e Torchiara) e Vallo della Lucania (ex settori di Montano Antilia, Pollica e Vallo della Lucania). I comuni compresi nel distretto sono: Agropoli, Alfano, Ascea, Camerota, Campora, Cannalonga, Casal Velino, Caselle in Pittari, Castellabate, Castelnuovo Cilento, Celle di Bulgheria, Centola, Ceraso, Cicerale, Cuccaro Vetere, Futani, Gioi, Laureana Cilento, Laurino, Laurito, Lustra, Magliano Vetere, Moio della Civitella, Montano Antilia, Montecorice, Monteforte Cilento, Morigerati, Novi Velia, Ogliastro Cilento, Omignano, Orria, Perdifumo, Perito, Piaggine, Pisciotta, Pollica, Prignano Cilento, Roccagloriosa, Rofrano, Rutino, Sacco, Salento, San Giovanni a Piro, San Mauro Cilento, San Mauro la Bruca, Santa Marina, Serramezzana, Sessa Cilento, Stella Cilento, Stio, Torchiara, Torre Orsaia, Valle dell'Angelo e Vallo della Lucania .